# Ilse Ipsen
Ilse Clara Franziska Ipsen (Alemanha, 1950) é uma matemática teuto-estadunidense, professora de matemática na Universidade Estadual da Carolina do Norte e diretora associada do Statistical and Applied Mathematical Sciences Institute, uma joint venture da Universidade Estadual da Carolina do Norte e outras universidades próximas.

## Formação e carreira
Ipsen obteve um diploma da Universidade Técnica de Kaiserslautern em 1977, e completou um doutorado na Universidade Estadual da Pensilvânia em 1983, orientada por Don Eric Heller, com a tese Systolic Arrays for VSLI and concerned Very Large Scale Integration hardware implementations of the systolic array parallel computing architecture.
Depois de trabalhar na Universidade Yale por dez anos a partir de 1983, ingressou na Universidade Estadual da Carolina do Norte em 1993.

## Livro
Ipsen é autora do livro Numerical Matrix Analysis: Linear Systems and Least Squares (SIAM , 2009), um livro de pós-graduação introdutório sobre a análise de sensibilidade de cálculos em álgebra linear.

## Reconhecimento
Em 2011 tornou-se fellow da Society for Industrial and Applied Mathematics (SIAM) "por contribuições para a álgebra linear numérica, teoria de perturbação e aplicações". Foi eleita fellow da Associação Americana para o Avanço da Ciência em 2018.